# Kaarlo Niilonen
Kaarlo Niilonen (3. juni 1922 – 24. februar 1996) var en finsk fodboldtræner, der bl.a. trænede Viborg FF, AaB, Frederikshavn fI og Hjørring AIK Frem. Han spillede tre landskampe for Finlands fodboldlandshold.
Karlo Niilonen kom til København i 1946 og spillede først en sæson for de regerende danske mestre B 93. Siden skiftede han til Skovshoved IF. Efter et ophold i Schweiz vendte han tilbage til Danmark som træner for Viborg FF, som han rykkede op i 3. division i 1959.
Siden opnåede Karlo Niilonen stor succes i den nordjyske klub AaB. Han var træner for holdet, der rykkede op i 1. division i 1962 og 1964, og som i 1966 vandt Pokalturneringen med en finalesejr over KB. Dette var første gang AaB vandt turneringen. I 1970 var Karlo Niilonen også træner for AaB, da klubben vandt Pokalturneringen for anden gang. I 1976 var han træner for Frederikshavn fI, da klubben vandt 2. division. Karlo Niilonen stoppede dog i klubben, da Frederikshavn fI rykkede ud af 1. division i 1978.
Fra 1961 til 1966 fungere Karlo Niilonen også som træner for Danmarks B-fodboldlandshold.. I 1968 var han også træner for ishockeyklubben IK Aalborg.